# Charles Nerinckx
Charles Nerinckx (Herfelingen, 2 ottobre 1761 – Sainte Geneviève, 12 agosto 1824) è stato un prete e missionario belga, fondatore delle Suore di Loreto ai piedi della Croce.

## Biografia
Charles (nato Carolus) Nerinckx era il primogenito di 14 figli del medico Sebastian e sua moglie Frau Petronilla. Studiò filosofia e teologia presso l'Università Cattolica di Lovanio per poi passare nel 1781 al seminario arcidiocesano di Mechelen. Nerinckx nel 1785 fu ordinato sacerdote e nominato cappellano presso la cattedrale di San Rombaldo. Nel 1794 ottenne l'incarico pastorale a Everberg-Meerbeek (oggi parte del comune di Kortenberg). Quando l'esercito della Repubblica francese invase il Belgio nel 1797 fu perseguitato perché religioso. Quando fu emanato un ordine d'arresto contro di lui Nerinckx si nascose vivendo in incognito nella cappella di San Blase a Dendermonde.
Nerinckx emigrò negli Stati Uniti d'America nel 1804. Un anno dopo il vescovo John Carroll di Baltimora  lo nominò assistente del reverendo Stephen Badin, l'unico sacerdote nel Kentucky. Ebbe la competenza su quasi la metà dello Stato. Nerinckx organizzò nuove congregazioni e attese alla costruzione di una nuova chiesa. Negli anni successivi Nerinckx raggiungeva a cavallo, percorrendo distanze enormi, coloni cattolici per dare sacramenti. Per la sua prudenza, l'energia e la profonda spiritualità, venne soprannominato l'Apostolo del Kentucky. Contribuì, anche manualmente, alla costruzione di 14 chiese nel Kentucky.
L'eco dell'opera di padre Nerinckx raggiunse la Santa Sede e il Papa cercò di nominarlo vescovo di New Orleans, ma Nerinckx rifiutò l'onore.
Ebbe l'intuizione di istituire una congregazione di suore insegnanti composta da donne della regione e, dopo alcuni tentativi falliti, trovò in Mary Rhodes, Christina Stuart e Ann Havern tre valide collaboratrici. Con l'approvazione di Benedict Joseph Flaget, vescovo di Bardstown, il 25 aprile 1812 ad Hardin's Creek le donne diedero formalmente inizio alla congregazione.
Il sacerdote fece due viaggi in Europa, al fine di ottenere il sostegno per il suo lavoro  e tornò con immagini e arredi sacri e con alcuni giovani sacerdoti fiamminghi, tra questi vi erano Pierre-Jean De Smet e J. F. Van Assche.
Dopo molti anni, padre Nerinckx lasciò il Kentucky per spostarsi nel Missouri per l'evangelizzazione dei nativi americani. Il sacerdote creò una nuova scuola a Perry County. Visitando un insediamento isolato che non aveva visto un sacerdote da diversi anni, si ammalò e morì a Sainte Geneviève, nel Missouri, il 12 agosto 1824.